# Svefn-g-englar
"Svefn-g-englar" is een single en ep van de IJslandse band Sigur Rós. Het werd in september 1999 als eerste Sigur Rós-single in het Verenigd Koninkrijk uitgebracht.

## Opname en uitgave
"Svefn-g-englar" werd in eind 1998-begin 1999 opgenomen in Stúdíó Núlist in IJsland. In het Verenigd Koninkrijk werd de single op 27 september 1999 via FatCat Records uitgegeven. De cd-versie bevat twee nummers van Ágætis byrjun: "Svefn-g-englar" en "Viðrar vel til loftárása". Daarnaast zijn er twee live-opnamen van een concert in het Icelandic Opera House op 16 juni 1999: "nýja lagið" ('nieuw lied') en "Syndir guðs" (van het album Von. Op de vinyl-versie staan in plaats van de twee live-opnamen het nummer "Veröld ný óg óð", ook van Von. Na de uitgave in het Verenigd Koninkrijk noemde NME het de 'single van de week': "Sigur Rós' debuut is zo prachtig, dat je bij het luisteren voelt alsof je op ongewenst terrein bent door de intimiteit. Toch behouden ze de grootse kracht van Mogwai. Met het volume omlaag, natuurlijk. Als het nummer ten einde komt, heb je pas door dat je continu je adem door verwondering in hebt gehouden."

## Muziekvideo
In de "Svefn-g-englar"-video zijn een groep dansers met het syndroom van Down te zien, die een dans opvoeren. Ze zijn daarbij gekleed in witte kledij met engelenvleugels op hun rug. De groep is te zien in een uitgestrekt landschap, met hoge rotsen op de achtergrond en de video wordt in slow-motion afgespeeld. Tijdens de dans valt een van de leden op de grond. De rest van de groep gaat om haar heen staan, en met armbewegingen wordt een nieuwe dans uitgevoerd. In de video zijn verder ook aparte figuren te zien, zoals mensen in een blauw en een geel pak. De groep maakt een dans om de persoon in het gele pak. De video wordt aangevuld met quotes die in beeld verschijnen.
De video werd in 2000 opgenomen en in januari 2001 uitgebracht. Het werd geregisseerd door Agust Jacobsson, terwijl de Sigur Rós-leden met het concept kwamen. De basis van het idee kwam van Jón Þór Birgisson en Kjartan Sveinsson. Voor de dans in de video werd de Perlan Theatre Group gevraagd, een groep mensen met het syndroom van Down en de enige dansgroep in zijn soort in IJsland. Het idee voor de quotes kwam van Dave Cawley van Fat Cat Records. De band moest een item doen voor het Britse kanaal Channel 4, maar zochten een alternatief voor een interview. Daarop maakte Georg Hólm extra videomateriaal, waarna de quotes eroverheen werden geplaatst. Het was eerst de bedoeling om eigen quotes te gebruiken, maar vanwege tijdgebrek werden er andere quotes gebruikt.

## Nummers

### Cd
1. "Svefn-g-englar" - 9:11
2. "Viðrar vel til loftárása" - 10:13
3. "Nýja lagið" (live in het Icelandic Opera House) - 9:28
4. "Syndir guðs" (live in het Icelandic Opera House) - 5:46

### 12-inch
1. "Svefn-g-englar" - 9:11
2. "Viðrar vel til loftárása" - 10:13
3. "Veröld ný óg óð" - 3:29

## Medewerkers
- Sigur Rós - Productie, creatie
  - Jón Þór Birgisson - zang, gitaar
  - Georg Hólm - basgitaar
  - Kjartan Sveinsson - keyboard
  - Ágúst Ævar Gunnarsson - drums
- Ken Thomas - engineering, productie, mixing

## Hitnoteringen
| Land                                   | Plaats |
| -------------------------------------- | ------ |
| UK Singles Chart (Verenigd Koninkrijk) | 146    |